# Åttondelspolska
Åttondelspolska, polska som kan bestå av noter med mycket olika tidsvärden dock inte ett flertal trioler eller sextondelar direkt efter varandra. Åttondelar, fjärdedelar, punkterad åttondel följt av sextondel är vanligast. Genom att kombinera detta med till exempel förslag, drillar, stortrioler, det vill säga triol på fjärdedelar samt olika längd på taktslagen inom en takt kan polskan växla mellan en mycket enkel och en mycket komplicerad rytm